# 石川台駅
石川台駅（いしかわだいえき）は、東京都大田区東雪谷二丁目にある、東急電鉄池上線の駅である。駅番号はIK08。

## 歴史

### 年表
- 1927年（昭和2年）8月28日：池上電気鉄道の石川駅（いしかわえき）として開設[1]。
- 1928年（昭和3年）4月13日：石川台駅（いしかわだいえき）へ改称[1]。

### 駅名の由来
駅開設当時の所在地名である荏原郡池上村大字雪ヶ谷字石川に由来するものである。駅の直ぐ北にも大田区石川町一丁目・二丁目があるが、その名は大字雪ヶ谷と対等な池上村大字石川に由来し、駅名と直接の関係はない。また、この付近を流れる呑川は、この地域では古くから「石川（石川原）」と呼ばれており、その「石川」がそのまま地名や駅名になったとも言われる。

## 駅構造

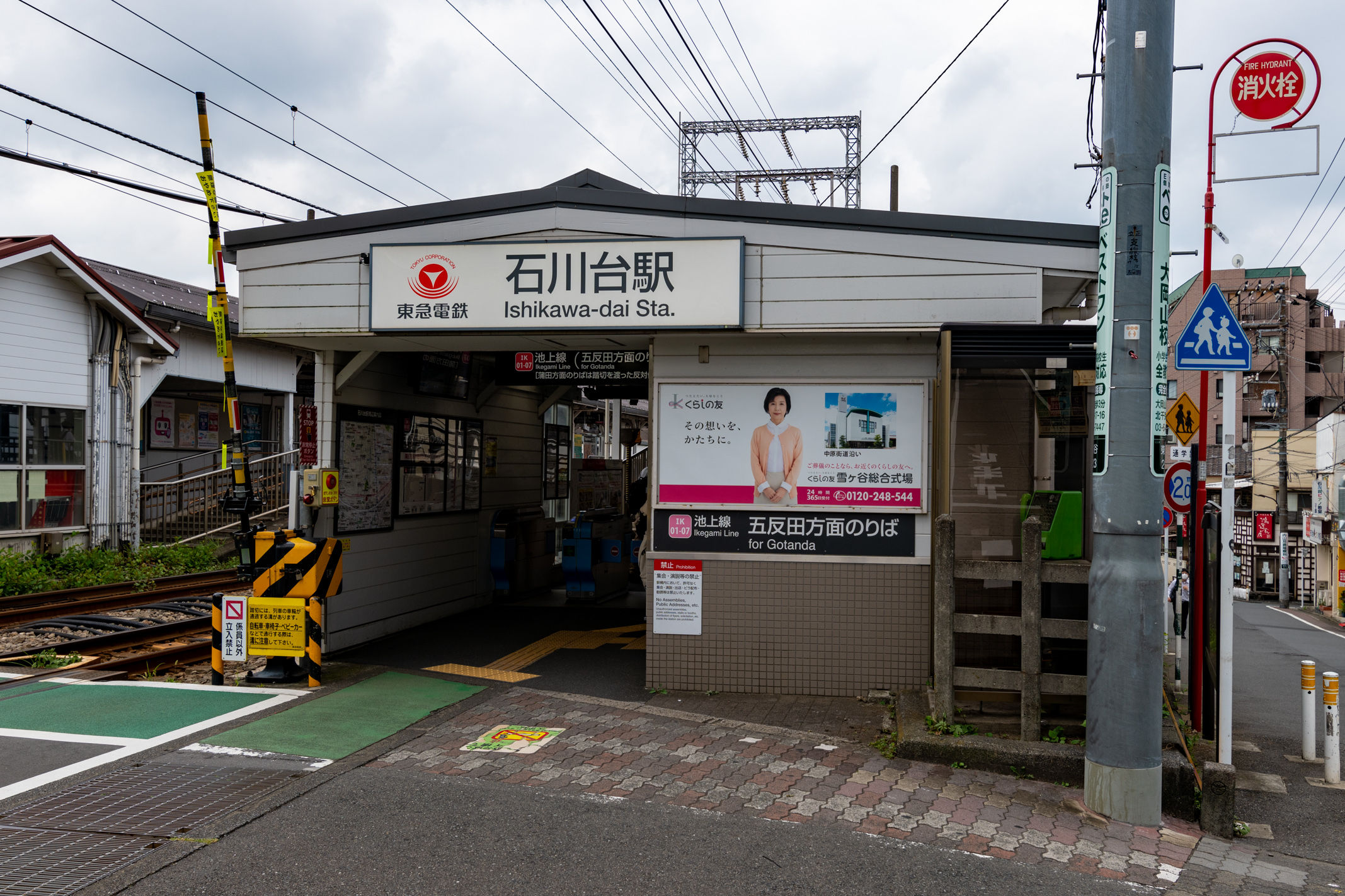
駅舎（五反田方面）

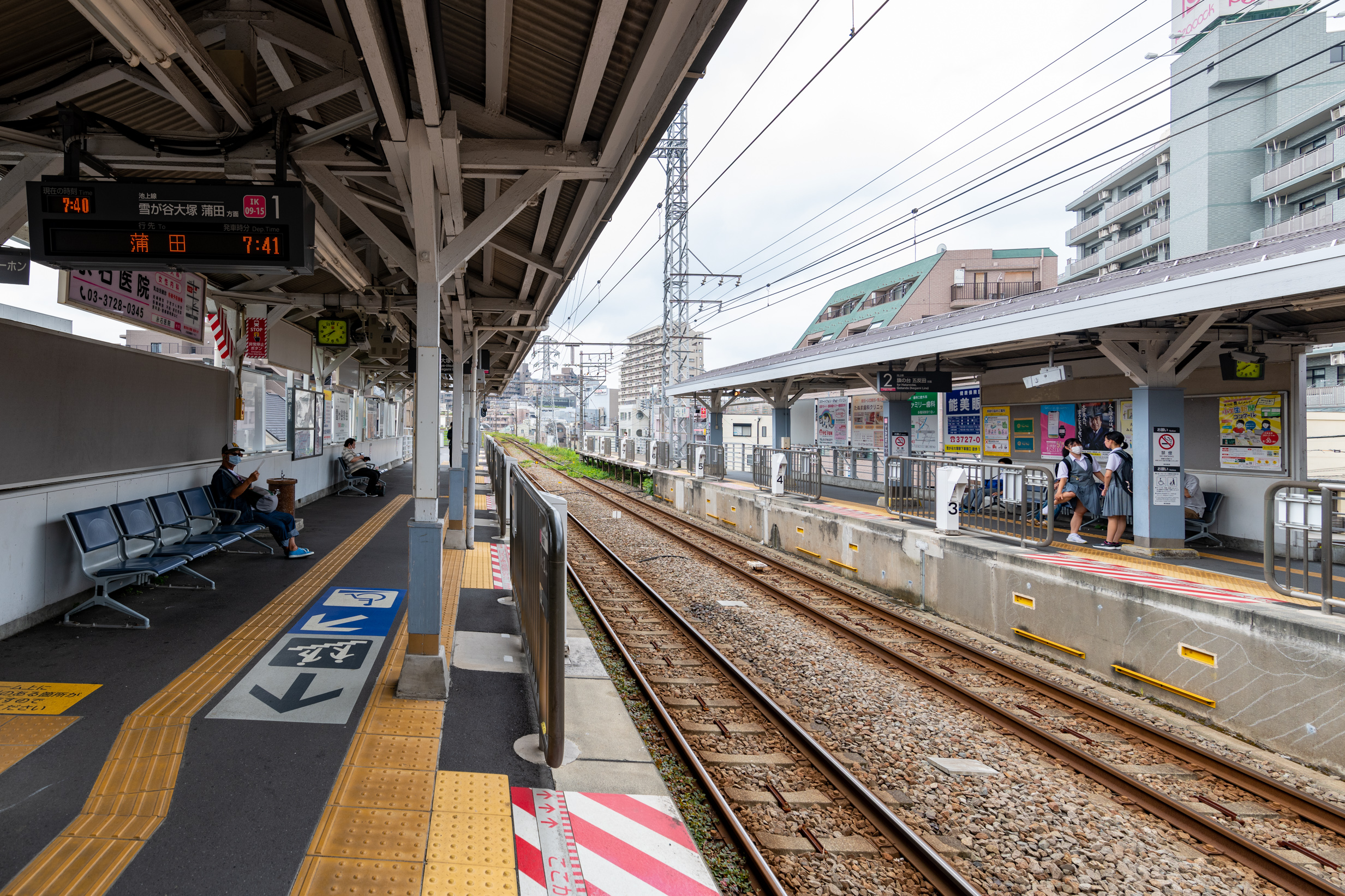
ホーム

相対式ホーム2面2線を有する地上駅。サービスマネージャー導入駅であるため、旗の台駅より遠隔監視している。
上下ホームで駅舎・改札が別となっており、改札内でのホーム間移動は出来ない。駅設備として下りホームにのみ男女トイレが設置されている。上りホーム側のみに飲料自動販売機が設置されている。駅舎は上りホーム改札横に建てられている。また、ホーム照明はLED式となっている。
駅の立地上、五反田側は台地の掘割となっているが、ホームは築堤上にある。

### のりば
| 番線 | 路線   | 方向 | 行先                 |
| ---- | ------ | ---- | -------------------- |
| 1    | 池上線 | 下り | 雪が谷大塚・蒲田方面 |
| 2    | 池上線 | 上り | 旗の台・五反田方面   |

## 利用状況
2024年度（令和6年度）の1日平均乗降人員は14,877人である。
近年の1日平均乗降・乗車人員の推移は以下の通り。
| 年度               | 1日平均 乗降人員 | 1日平均 乗車人員 | 出典     |
| ------------------ | ---------------- | ---------------- | -------- |
| 1990年（平成02年） |                  | 9,701            | [ * 1 ]  |
| 1991年（平成03年） |                  | 9,872            | [ * 2 ]  |
| 1992年（平成04年） |                  | 9,803            | [ * 3 ]  |
| 1993年（平成05年） |                  | 9,682            | [ * 4 ]  |
| 1994年（平成06年） |                  | 9,504            | [ * 5 ]  |
| 1995年（平成07年） |                  | 9,527            | [ * 6 ]  |
| 1996年（平成08年） |                  | 9,468            | [ * 7 ]  |
| 1997年（平成09年） |                  | 9,578            | [ * 8 ]  |
| 1998年（平成10年） |                  | 8,756            | [ * 9 ]  |
| 1999年（平成11年） |                  | 8,227            | [ * 10 ] |
| 2000年（平成12年） |                  | 7,967            | [ * 11 ] |
| 2001年（平成13年） |                  | 7,767            | [ * 12 ] |
| 2002年（平成14年） | 14,690           | 7,570            | [ * 13 ] |
| 2003年（平成15年） | 14,453           | 7,459            | [ * 14 ] |
| 2004年（平成16年） | 14,302           | 7,397            | [ * 15 ] |
| 2005年（平成17年） | 14,219           | 7,308            | [ * 16 ] |
| 2006年（平成18年） | 14,496           | 7,447            | [ * 17 ] |
| 2007年（平成19年） | 14,748           | 7,536            | [ * 18 ] |
| 2008年（平成20年） | 14,741           | 7,521            | [ * 19 ] |
| 2009年（平成21年） | 14,170           | 7,203            | [ * 20 ] |
| 2010年（平成22年） | 14,133           | 7,184            | [ * 21 ] |
| 2011年（平成23年） | 14,095           | 7,164            | [ * 22 ] |
| 2012年（平成24年） | 14,346           | 7,279            | [ * 23 ] |
| 2013年（平成25年） | 14,646           | 7,433            | [ * 24 ] |
| 2014年（平成26年） | 14,662           | 7,414            | [ * 25 ] |
| 2015年（平成27年） | 14,988           | 7,574            | [ * 26 ] |
| 2016年（平成28年） | 15,019           | 7,575            | [ * 27 ] |
| 2017年（平成29年） | 15,370           | 7,732            | [ * 28 ] |
| 2018年（平成30年） | 15,525           | 7,805            | [ * 29 ] |
| 2019年（令和元年） | 15,474           | 7,776            | [ * 30 ] |
| 2020年（令和02年） | 11,361           |                  |          |
| 2021年（令和03年） | 12,542           |                  |          |
| 2022年（令和04年） | 13,556           |                  |          |
| 2023年（令和05年） | 14,213           |                  |          |
| 2024年（令和06年） | 14,877           |                  |          |

## 駅周辺
- 大田区役所 雪谷特別出張所
- 大田区立石川町文化センター
- 東京都立荏原病院
- 東京都立北療育医療センター 城南分園
- 田園調布消防署 雪谷出張所
- 大田東雪谷二郵便局
- 東京科学大学大岡山キャンパス石川台地区
- 雪ヶ谷八幡神社：『こちら本池上署』に登場する。
- 大田区立石川台中学校
- 文教大学付属小学校
- SATスポーツクラブ雪が谷

## その他
呑川の河岸段丘の段丘面上にあるため高台になっており、坂が多い街である。駅に向かって下る坂からの風景はテレビCMに良く登場する。また駅および周辺はドラマロケ地に使用される場合が多い。
隣の洗足池駅に至る池上線の掘割は、春になると桜や大根の花・菜の花など色とりどりに咲き乱れ、多くの見物客で賑わう。
映画監督・小津安二郎の遺作となった『秋刀魚の味』（1962年）では、男（吉田輝雄）と女（岩下志麻）が当駅ホームに立つシーンがある。

## 隣の駅
東急電鉄
 池上線
洗足池駅 (IK07) - 石川台駅 (IK08) - 雪が谷大塚駅 (IK09)